# Lijst van voetbalinterlands Djibouti - Ethiopië
Deze lijst van voetbalinterlands is een overzicht van alle officiële voetbalwedstrijden tussen de nationale teams van Djibouti en Ethiopië. De Oost-Afrikaanse buurlanden hebben tot op heden negen keer tegen elkaar gespeeld. De eerste wedstrijd, een groepswedstrijd tijdens de CECAFA Cup 2000, vond plaats op 25 november 2000 in Kampala (Oeganda). Het laatste duel, een kwalificatiewedstrijd voor het Wereldkampioenschap voetbal 2026, werd gespeeld in El Jadida (Marokko) op 24 maart 2025.

## Wedstrijden
| № | Plaats      | Datum            | Competitie                                        | Wedstrijd           | Uitslag |
| - | ----------- | ---------------- | ------------------------------------------------- | ------------------- | ------- |
| 1 | Kampala     | 25 november 2000 | CECAFA Cup 2000                                   | Ethiopië − Djibouti | 4 − 2   |
| 2 | Kigali      | 3 december 2005  | CECAFA Cup 2005                                   | Djibouti − Ethiopië | 0 − 6   |
| 3 | Addis Abeba | 28 november 2006 | CECAFA Cup 2006                                   | Ethiopië − Djibouti | 4 − 0   |
| 4 | Nairobi     | 30 november 2009 | CECAFA Cup 2009                                   | Ethiopië − Djibouti | 5 − 0   |
| 5 | Djibouti    | 15 juli 2017     | African Championship of Nations 2018 kwalificatie | Djibouti − Ethiopië | 1 − 5   |
| 6 | Djibouti    | 26 juli 2019     | African Championship of Nations 2020 kwalificatie | Djibouti − Ethiopië | 0 − 1   |
| 7 | Dire Dawa   | 4 augustus 2019  | African Championship of Nations 2020 kwalificatie | Ethiopië − Djibouti | 4 − 3   |
| 8 | El Jadida   | 9 juni 2024      | WK 2026 kwalificatie                              | Djibouti − Ethiopië | 1 − 1   |
| 9 | El Jadida   | 24 maart 2025    | WK 2026 kwalificatie                              | Ethiopië − Djibouti | 6 − 1   |

## Samenvatting
| Competitie                                   | Totaal gespeeld | Winst Djibouti | Gelijk | Winst Ethiopië | Doelsaldo Djibouti – Ethiopië |
| -------------------------------------------- | --------------- | -------------- | ------ | -------------- | ----------------------------- |
| WK-kwalificatie                              | 2               | 0              | 1      | 1              | 2 − 7                         |
| African Championship of Nations-kwalificatie | 3               | 0              | 0      | 3              | 4 − 10                        |
| CECAFA Cup                                   | 4               | 0              | 0      | 4              | 2 − 19                        |
| Totaal                                       | 9               | 0              | 1      | 8              | 8 − 36                        |

Wedstrijden bepaald door strafschoppen worden, in lijn met de FIFA, als een gelijkspel gerekend.
FDF · A-internationals · Djiboutiaans vrouwenelftal · Olympisch elftal · 
1990 – 1999 ·
2000 – 2009 ·
2010 – 2019 ·
2020 − 2029
1994 · 
1995 · 
1996 · 
1997 · 
1998 · 
1999 · 
2000 · 
2001 · 
2002 · 
2003 · 
2004 · 
2005 · 
2006 · 
2007 · 
2008 · 
2009 ·
2010 · 
2011 · 
2012 ·
2013 ·
2014 ·
2015 · 
2016 ·
2017 ·
2018 ·
2019 ·
2020 ·
2021 ·
2022 ·
2023 ·
2024
Algerije ·
Burkina Faso ·
Burundi ·
Comoren ·
Congo-Kinshasa ·
Egypte ·
Equatoriaal-Guinea ·
Eritrea ·
Ethiopië ·
Gambia ·
Guinee-Bissau ·
Jemen ·
Kenia ·
Libanon ·
Liberia ·
Malawi ·
Mauritius ·
Namibië ·
Niger ·
Oeganda ·
Pakistan ·
Rwanda ·
Sierra Leone ·
Soedan ·
Somalië ·
Swaziland ·
Tanzania ·
Togo ·
Tunesië ·
Zambia ·
Zimbabwe ·
Zuid-Soedan
EFF · 
A-internationals · 
Ethiopisch vrouwenelftal · Olympisch elftal
1940 – 1949 · 
1950 – 1959 · 
1960 – 1969 · 
1970 – 1979 · 
1980 – 1989 · 
1990 – 1999 · 
2000 – 2009 · 
2010 – 2019 ·
2020 − 2029
Algerije ·
Angola ·
Benin ·
Botswana ·
Burkina Faso ·
Burundi ·
Centraal-Afrikaanse Republiek ·
Comoren ·
Congo-Brazzaville ·
Congo-Kinshasa ·
Djibouti ·
Egypte ·
Ghana ·
Griekenland ·
Guinee ·
Guinee-Bissau ·
Guyana ·
Israël ·
Ivoorkust ·
Jemen ·
Joegoslavië ·
Kaapverdië ·
Kameroen ·
Kenia ·
Lesotho ·
Liberia ·
Libië ·
Madagaskar ·
Malawi ·
Mali ·
Marokko ·
Mauritanië ·
Mauritius ·
Mozambique ·
Namibië ·
Niger ·
Nigeria ·
Oeganda ·
Rwanda ·
Sao Tomé en Principe ·
Senegal ·
Seychellen ·
Sierra Leone ·
Soedan ·
Somalië ·
Tanzania ·
Togo ·
Tsjaad ·
Tunesië ·
Turkije ·
Zambia ·
Zimbabwe ·
Zuid-Afrika ·
Zuid-Jemen ·
Zuid-Soedan